# Mary Ann Bevan
Mary Ann Bevan, nata Mary Ann Webster (Plaistow, 20 dicembre 1874 – Coney Island, 26 dicembre 1933), è stata un'infermiera britannica, considerata "la donna più brutta del mondo", dopo aver sviluppato la sindrome definita acromegalia, cronica, rara e invalidante, una sorta di distorsione sia dell'osso facciale che di mani e piedi.

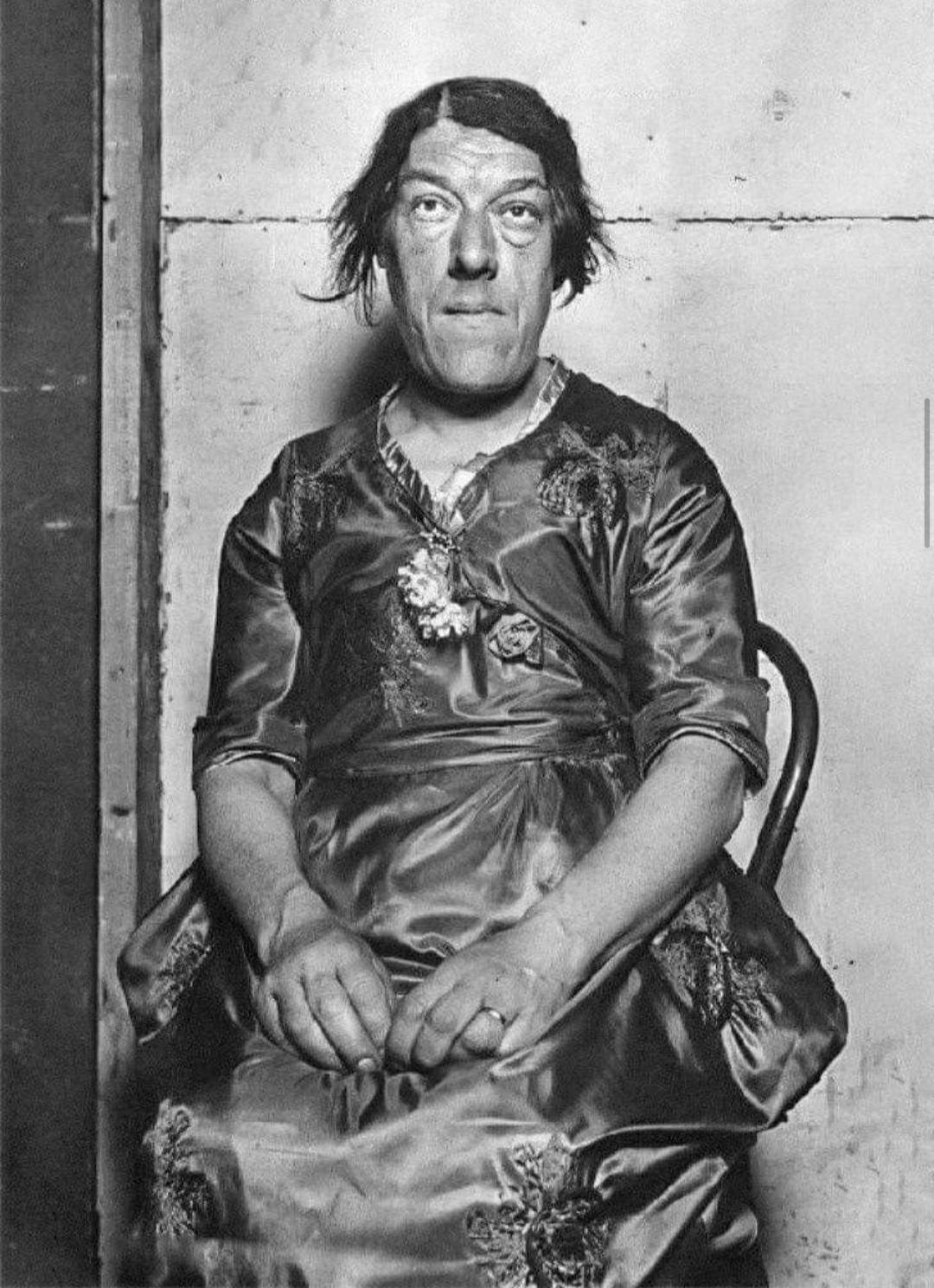
Mary Ann Bevan, probabilmente negli anni delle esibizioni statunitensi

La storia di Mary Ann può essere considerata emblematica di come certe persone che soffrirono di determinate patologie poterono diventare fenomeni da baraccone: nate, o sopraggiunte, le deformità fisiche, specie nel Regno Unito e negli Stati Uniti, a partire dal XVI secolo, trovarono il loro apice nel XIX secolo e nei primi anni del secolo successivo, quale spettacolo, divertimento popolare, beffa ed umiliazione per chi ne soffriva.

## Biografia
Mary Ann era una degli otto figli di una famiglia operaia che viveva nei sobborghi di Londra, poveri ma dignitosi. Appena ebbe l'età divenne infermiera ed era, come riferiscono le cronache, di aspetto gradevole. Nel 1902 sposò Thomas Bevan, un contadino, con il quale ebbe quattro figli e che morì improvvisamente nel 1914. I primi segni della sindrome dell'acromegalia iniziarono a manifestarsi poco dopo il matrimonio, all'età di 32 anni. Con la morte del marito e con quattro figli da mantenere si ritrovò sola e senza lavoro perché anche dall'ospedale nel quale lavorava fu licenziata a causa del suo aspetto. Del resto, proprio per il suo aspetto, nessuno l'avrebbe più assunta.
La donna prese quindi la decisione di sfruttare il suo nuovo aspetto per trovare lavoro nei baracconi e negli spettacoli come "la donna più brutta". In un giornale trovò infatti l'annuncio che il proprietario di un "freak show" Claude Bartram aveva postato per trovare la donna più brutta: nulla di repellente, mutilato, deforme o sfigurato. Mary Ann partecipò e vinse. In questo modo girò per le città inglesi e scozzesi con il Britannia Music Hall, dove divenne un'attrazione. In seguito si trasferì in America nel baraccone Dreamland, dove veniva pagata molto di più e grazie a cui si trasferì con la famiglia definitivamente a Coney Island nel 1920, partecipando anche a spettacoli con il Ringling Bros. e Barnum & Bailey Circus. Insieme all'uomo più basso del mondo, a quello senza braccia, a quello più peloso, lei era l'attrazione più attesa.
In un periodo in cui anche la medicina era in forte ascesa, il caso di Mary Ann travalicò le cronache e i pettegolezzi per divenire anche argomento di scienza: il neurochirurgo Harvey Cushing si interessò a lei e Mary Ann divenne sua paziente, tanto che egli scrisse alla rivista Time per protestare contro l'uso di usare la deformità fisica per puro divertimento, facendo altresì presente quanto ciò fosse indegno per una rivista seria come il Time. Lei temette che quello che il medico stesse facendo potesse causarle dei problemi e non potesse più lavorare, interrompendo così il mantenimento dei figli e della famiglia, rifiutando perciò eventuali operazioni sperimentali al suo volto. Morì a 59 anni e fino all'ultimo continuò ad esibirsi. Le sue spoglie riposano presso il Ladywell and Brockley Cemetery nel sud di Londra, secondo il suo ultimo desiderio.

## Controversie
Nel 2000 la Hallmark Cards realizzò un biglietto d'auguri nel Regno Unito in cui veniva riportata l'effigie di Mary Ann Bevan. L'endocrinologo olandese Wouter De Herder protestò, dicendo di essere rimasto inorridito, per la mancanza di rispetto nei confronti di una donna malata. Ancora sulla vicenda della Hallmark si è espresso anche Robert Knutzen, amministratore delegato della Pituitary Network Association, gruppo di supporto internazionale alle persone affette da acromegalia, sostenendo che: "Fare soldi con la miseria e la sfortuna degli altri è vergognoso. Questa è l'avidità aziendale portata al suo livello più basso". La Hallmark Cards ne convenne e ritirò le cartoline.